# Pico Duarte
Pico Duarte je najviši vrh Dominikanske Republike i svih karipskih otoka. Visok je 3098 metara.
Prvi uspon na Pico Duarte dogodio se 1851. godine, kada se na njega popeo britanski konzul Sir Robert Hermann Schomburgk. Nazvao je planinu "Monte Tina " i procijenio visinu na 3140 metara. Godine 1912., svećenik Miguel Fuertes smatrao je, da je Pico Duarte viši te najviši vrh otoka Hispaniole. 
Planinu je godinu dana kasnije istraživao švedski botaničar Erik Leonard Ekman i smatrao, da je Englez bliže istini.
Za vrijeme diktatrora Rafael Trujilla, zvao se Pico Trujillo, a nakon njegove smrti preimenovan je u današnje ime Pico Duarte, u čast Juana Pabla Duarte, jednog od očeva domovine u Dominikanskoj Republici. Na vrhu se nalazi njegova brončana bista te dominikanska zastava i križ.
Područje planine ima klimu koja je vrlo netipična za karipski otok, s hladnim temperaturama tijekom cijele godine, Temperatura je malo ispod 0°C tijekom zimskih noći.